# Natalie Horler
Natalie Christine Horler (Bonn, 23 settembre 1981) è una cantante tedesca.
È conosciuta a livello internazionale come la cantante del gruppo eurodance tedesco Cascada. Fa inoltre parte del progetto chiamato Siria.

## Biografia
Natalie Horler è nata a Bonn in Germania da genitori inglesi il 23 settembre 1981. Suo padre è un musicista jazz. Quando era giovane, ha registrato spesso nello studio casalingo di suo padre. Questa esperienza l'aiutò a decidere di diventare una cantante. Oltre a cantare, ha seguito vari corsi di danza come stepdance, danza jazz, hip-hop e street dance.
Natalie Horler ha iniziato la sua carriera musicale lavorando prima in bar e casinò e in seguito in uno studio, registrando brani per diversi DJ. La sua canzone più notevole è Sometimes fatta per il gruppo dance 2 Vibez e pubblicata l'8 ottobre 2004. Più tardi, nel 2004, ha costituito il gruppo Cascada con Yanou e DJ Manian (conosciuto per il suo grande successo con DJ Sammy e Dominique van Hulst, con il singolo Heaven, uscito nel 2002), e ha iniziato un tour con i suoi ballerini.
Il 21 febbraio 2006 Cascada pubblicò l'album Everytime We Touch negli Stati Uniti e il brano più famoso che è stato finora pubblicata è il singolo di debutto Everytime We Touch. La canzone è stata una hit mondiale, raggiungendo la decima posizione nella US Hot Billboard Chart, la seconda posizione nella UK Charts e raggiungendo la prima posizione nella Israel Charts per due settimane e in Irlanda per sei settimane. Il successo dell'album ha permesso loro di guadagnare un World Music Award, come World's Best Selling Artist tedesco.
Altre canzoni molto conosciute sono Miracle e Bad Boy e le cover più note sono Truly Madly Deeply e What Hurts The Most tutte realizzate con i Cascada. Il loro secondo album, Perfect Day fu pubblicato il 3 dicembre 2007 e si classificò soddisfacentemente in tutta Europa, raggiungendo la nona posizione nella UK Album Charts. Il singolo What Hurts the Most fu un successo mondiale salendo al decimo posto nelle classifiche inglesi, mentre nelle classifiche svedesi raggiunse il quinto posto, e in Francia dove raggiunse il secondo posto, inoltre raggiunse il terzo posto nella Austria Singles Charts.
Nell'autunno del 2006, Natalie fece la prima apparizione in televisione come ospite dello show Back @ Ya su Bpm:tv a Toronto (canale canadese via cavo che trasmette in tutto il Canada e in alcune zone degli Stati Uniti, specializzato nella messa in onda di video musicali di musica dance ed elettronica), pur essendo già apparsa in televisione nello show Live with Regis and Kelly per promuovere l'album Everytime We Touch.
Ha anche presentato The Clubland Top 50, in esclusiva per il canale musicale 4Music e ha partecipato a innumerevoli trasmissioni televisive, soprattutto in Europa, in una delle quali ha promosso la versione inglese di Perfect Day, mentre in uno show su GMTV nel 2007 ha eseguito live la canzone Last Christmas. Quando è tornata il 28 luglio 2008 su GMTV, ha eseguito Because the Night dal vivo. Natalie è ritornata negli studi di GMTV nel luglio 2009 per eseguire il suo nuovo singolo Evacuate The Dancefloor.
Natalie Horler è apparsa nella versione tedesca dello show Star Search nel 2004 ed in Invader Zim nel 2001.

## Discografia

### Con i Cascada
Album in studio
- 2006 - Everytime We Touch
- 2007 - Perfect Day
- 2009 - Evacuate the Dancefloor
- 2011 - Original Me

Raccolte
- 2006 - The Remix Album
- 2009 - Greatest Hits
- 2010 - Just the Hits
- 2012 - Back on the Dancefloor
- 2012 - It's Christmas Time
- 2013 - The Best of Cascada
- 2013 - Acoustic Sessions